# Niu York
Niu York (en ucraniano: Нью-Йорк; en ruso: Нью-Йорк), también conocida como New York, es una ciudad ucraniana del área metropolitana de Toretsk que perteneciente al óblast de Donetsk. Situada en el este del país pertenece al raión de Bajmut. 

## Toponimia
El asentamiento se llamó desde 1951 hasta 2021 Novhorodske (en ucraniano: Но́вгородське).

## Geografía
Niu York está subordinada administrativamente a la ciudad de Toretsk, que se encuentra a unos 10 km al norte, y se encuentra situada a 37,9 km al noroeste de la ciudad de Donetsk.

## Historia
El asentamiento apareció por primera vez en los mapas en 1846 con su nombre original de Nueva York y luego es nombrado como parte de la Gobernación de Yekaterinoslav del Imperio ruso. Según datos oficiales, en 1859 el pueblo constaba de 13 hogares (con 45 residentes varones y 40 residentes mujeres), una fábrica y fue nombrado formalmente Oleksandrivske. Los orígenes del asentamiento son bastantes desconocidos.
Menonitas de origen alemán, establecidos ya en la colonia de Jortytsia, compraron el asentamiento en 1889, y en 1892 se formó la colonia de Niu York. Tal y como pasó con los alemanes del Volga, todo alemán que todavía viviera en Niu York en 1941 fue deportado a Kazajistán.
La ciudad solía prosperar a través de su industria, pero cayó en declive después de la Primera Guerra Mundial.
El 19 de octubre de 1951, por decreto del Presidium del Soviet Supremo de la RSS de Ucrania, el pueblo pasó a llamarse Novhorodske.  La ciudad es también mencionada por Victor Nekrasov en su En la ciudad natal (1954).
La ciudad está situada cerca de la línea de frente entre el (y del lado del) ejército ucraniano y la República Popular de Donetsk, respaldada por Rusia, en la guerra en Dombás. Este conflicto, que comenzó a mediados de abril de 2014, ha provocado bajas civiles y militares, así como el colapso del valor de las viviendas y las propiedades en Niu York. El 8 de noviembre de 2016, un civil murió a causa de los bombardeos desde el otro lado del frente. El jefe del consejo local, Mikola Lenko, declaró en julio de 2021 que cinco residentes habían sido asesinados desde el comienzo del conflicto.
El 1 de julio de 2021 el parlamento cambió oficialmente el nombre de la ciudad a su nombre original, Niu York. La resolución fue apoyada por 301 diputados (Yevgeniy Shevchenko fue el único diputado que votó en contra).
En 2021, la escritora ucraniana Victoria Amelina, cuyo esposo tenía raíces en New York, fundó el Festival de Literatura Ucraniana de Niu York (tuvo lugar por primera vez en octubre de 2021).
Durante la invasión rusa de Ucrania, tropas rusas entraron en Niu York el 3 de julio de 2024 y se confirmó que Rusia controlaba la ciudad el 18 de agosto.A pesar de que tropas de la Brigada Azov consiguieron recuperar terreno en la ciudad el 6 de septiembre, las tropas rusas volvieron a tomar la totalidad de Niu York a finales del mes.

## Demografía
La evolución de la población de Niu York entre 1859 y 2021 fue la siguiente:
| 3368                                                          | 4037 | 4586 | 7250 | 13 051 | 12 913 | 13 223 | 13 064 | 13 195 | 11 927 | 11 040 | 10 788 | 9917 |
| (Fuente: Cities & Towns of Ukraine y UKRAINE: Größere Städte) |      |      |      |        |        |        |        |        |        |        |        |      |

Según el censo de 2001, los idiomas de la población son principalmente ruso (65,74%) y ucraniano (33,95%).

## Economía
Desde su fundación como la conocemos hoy en día (1894), Niu York ha sido una ciudad eminentemente industrial con plantas mecánicas y de hierro fundido para la fabricación de tolvas, arados, cosechadoras y carros. A fines del siglo XIX también comenzó a operar la mina Nelipivsky. Durante los años del gobierno soviético, la planta de construcción de maquinaria GI Petrovsky, que producía equipos de minería, creció de gran manera en la ciudad. Hoy en día el mayor polo industrial local es la planta fenólica de Dzerzhinsk.

## Infraestructura

### Transporte
La estación de Fenol de ferrocarril está ubicada en Niu York, que conecta el pueblo y la ciudad de Toretsk con las ciudades de Donetsk, Slóviansk, Yasynuvata, Kramatorsk, Kostiantínivka, Limán, Mariúpol y Járkov.

## Galería

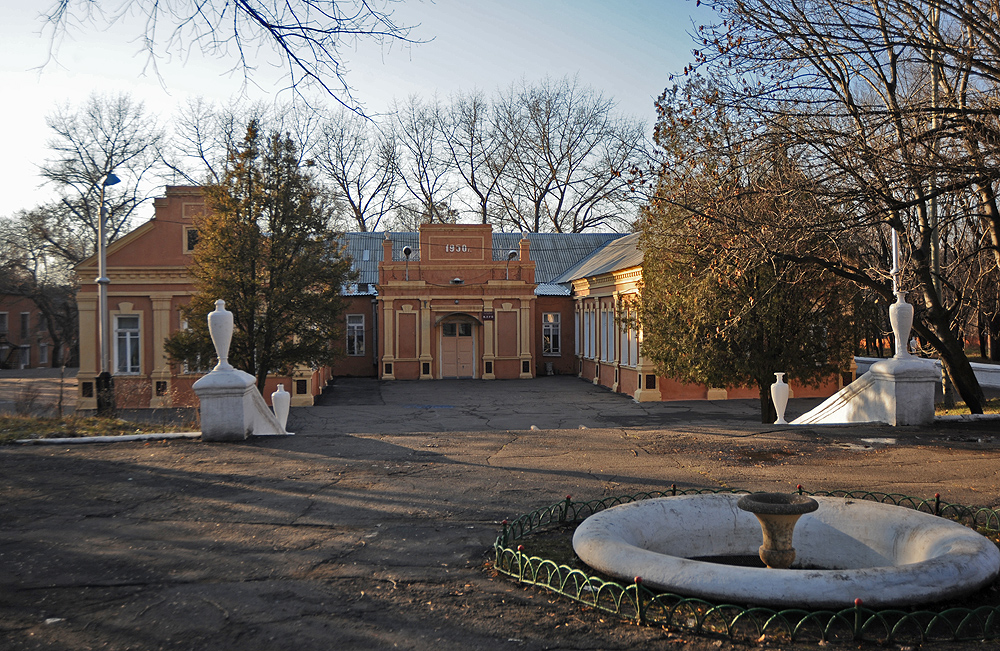
Centro de la ciudad
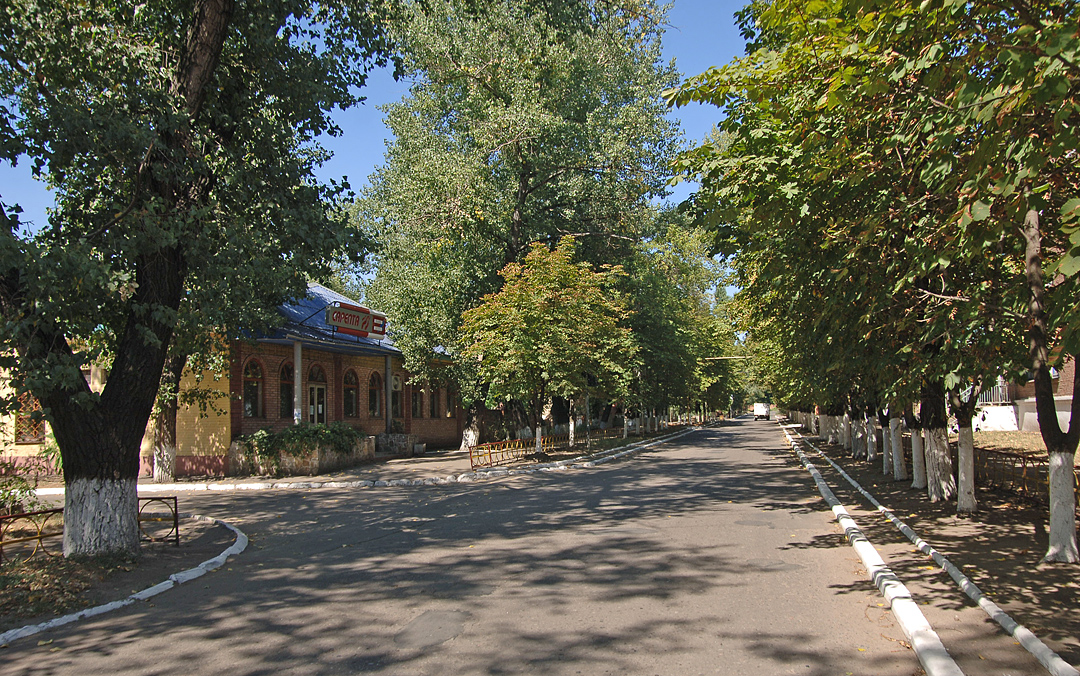
Calles de Niu York
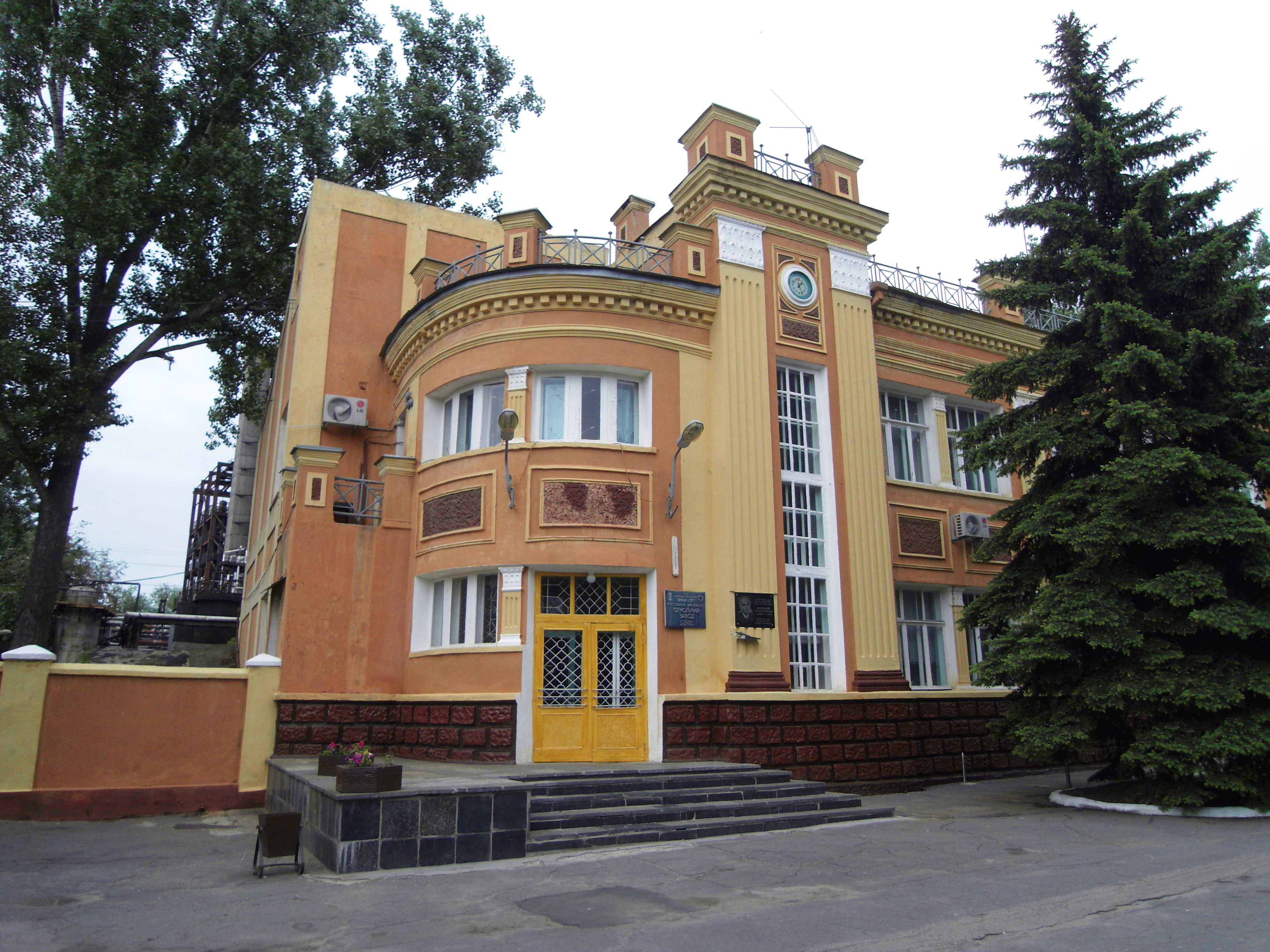
Planta fenólica de Dzerzhinsk
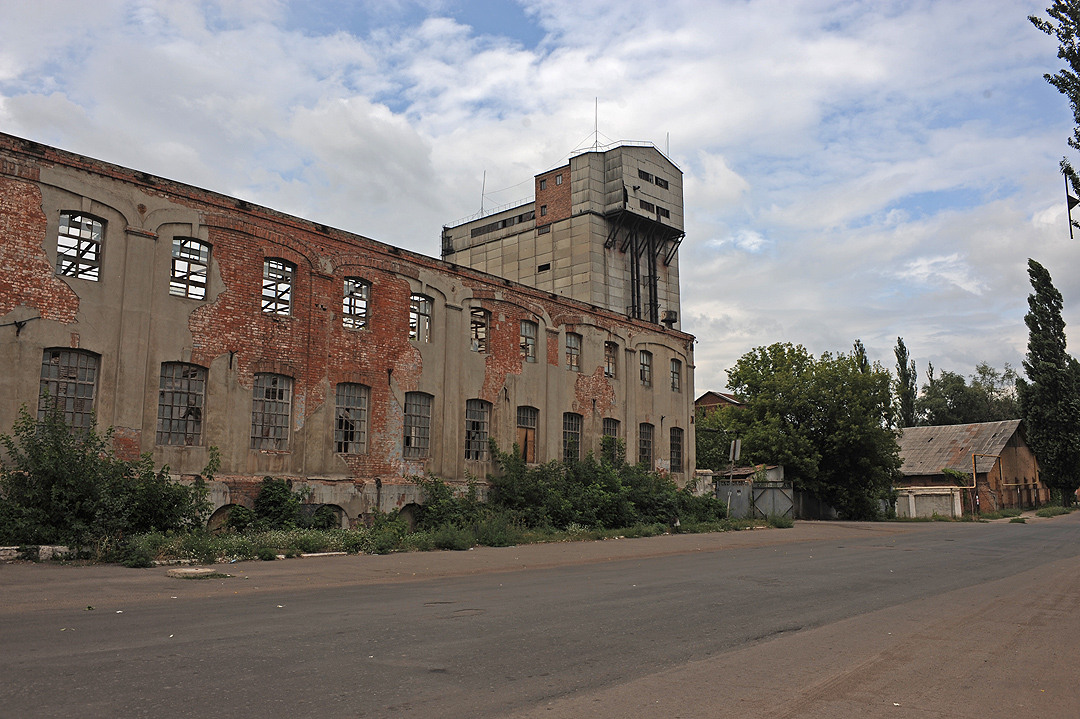
Antigua fábrica abandonada
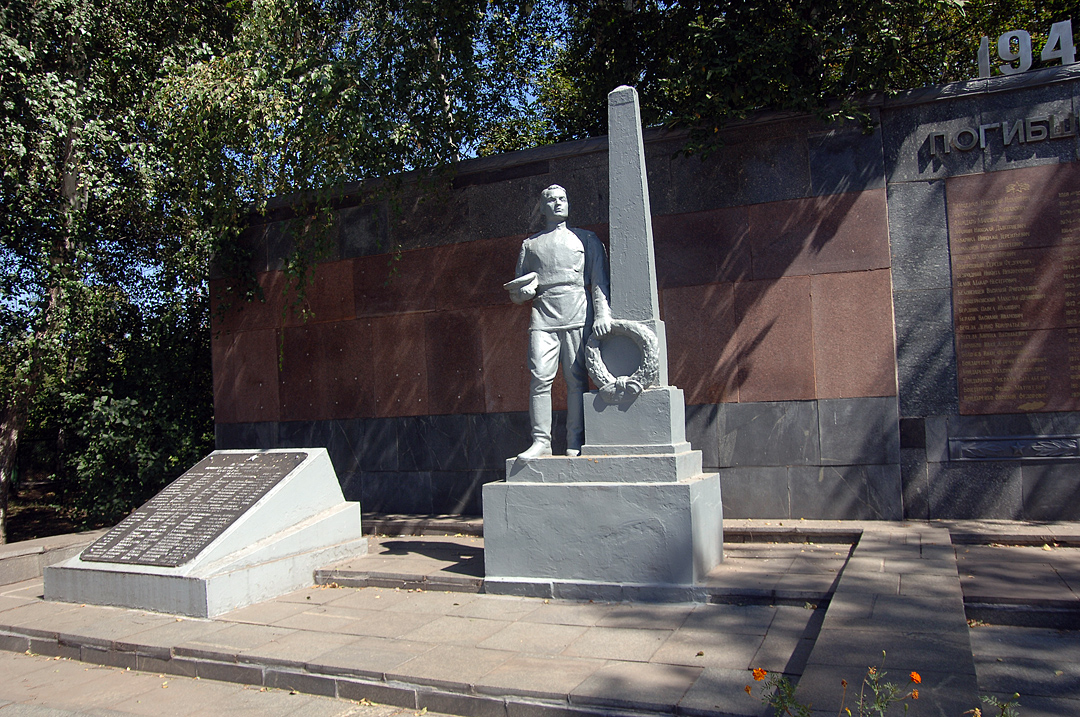
Monumento de la Segunda Guerra Mundial